# Caenorhabditis elegans
Caenorhabditis elegans (od gr. καινός kainós "nowy" lub łac. caenum " błoto" oraz gr. ῥάβδος rhábdos "prążek, pręt, kij") – wolno żyjący, niepasożytniczy nicień, o długości ok. 1 mm, bytujący w glebach klimatu umiarkowanego. Jego pożywienie stanowią mikroorganizmy, w tym bakterie używane w hodowli laboratoryjnej (np. Escherichia coli). Znany od XIX wieku, a od połowy lat 60. XX wieku jest organizmem modelowym w badaniach nauk biologicznych, które przyczyniły się do poszerzenia wiedzy m.in. na temat apoptozy i funkcjonowania systemu nerwowego.
Badania nad C. elegans zapoczątkował w 1965 roku Sydney Brenner. Otrzymał za nie Nagrodę Nobla w dziedzinie fizjologii i medycyny w 2002 roku.
C. elegans jest pierwszym organizmem wielokomórkowym, którego genom (w 1998 roku) zsekwencjonowano (odczytano jego sekwencję nukleotydów w DNA), oraz pierwszym i dotychczas jedynym organizmem ze znanym kompletnym konektomem.

C. elegans w ruchu (ujęcie spod mikroskopia kontrastu różnicowo-interferencyjnego)

## Budowa
Kształt C. elegans jest robakowaty, symetryczny, bez segmentacji. Pokryty jest nabłonkową otoczką z czterema głównymi żebrowaniami epidermalnymi (ang. epidermal cords) i wypełnioną płynem jamą ciała (ang. pseudocoelomate cavity). Formą dominującą u tego gatunku są osobniki hermafrodytyczne (obojnacze). W populacji występują także osobniki męskie, które stanowią zaledwie około 0,2% całej populacji.
Podstawowa anatomia C. elegans to: otwór gębowy, gardziel, jelito, gonada oraz kolagenowy worek zewnętrzny (ang. collagenous cuticle). Samce mają pojedynczą gonadę (ang. single-lobed gonad), nasieniowód (vas deferens) i ogon wyspecjalizowany do kopulacji. Hermafrodyty mają podwójne jajniki, jajowody, spermatheca (organ służący przyjmowaniu spermy, u ssaków odpowiednikiem jest pochwa) i pojedynczą macicę. Jest organizmem eutelicznym.

Nie posiada oczu, jednak wykazuje czułość na światło widzialne i ultrafioletowe, którego unika (fototaksja ujemna).

## Cykl życiowy
Jaja są składane przez hermafrodyty. Po wykluciu C. elegans przechodzi przez cztery stadia larwalne (L1–L4). W zagęszczonej hodowli lub przy braku pokarmu występuje dodatkowa, alternatywna do L3 forma larwalna, zwana dauer (niem.). Dauer jest formą zatrzymaną w rozwoju (nie starzejącą się). Są one także bardziej odporne na stres środowiskowy.
Hermafrodyty produkują spermę w fazie L4, natomiast składają jaja jako forma dorosła. Samce mogą zapłodnić hermafrodytę, który używa preferencyjnie samczej spermy do zapłodnienia jaj. Długość życia C. elegans hodowanego w laboratorium w temperaturze 20 °C to około 2–3 tygodnie. Kilka dni wystarcza do powstania nowego pokolenia.

## C. elegansjako organizm modelowy
Wykorzystywany przez biologów w badaniach embriologicznych już od początku XX wieku. Zaletą jako organizmu modelowego są: możliwość uzyskania dużej liczby osobników w hodowli, bardzo krótki cykl życiowy (do 56 godzin), pożywienie, które stanowi E. coli. Na nicieniu analizowano determinację komórek we wczesnym okresie rozwoju embriologicznego. W połowie lat 60. wykorzystany w badaniach genetycznych przez Sydneya Brennera (Brenner wraz z Robertem Horvitzem i Johnem Sulstonem otrzymał za nie Nagrodę Nobla z medycyny w 2002 roku).
C. elegans odznacza się biologiczną prostotą – ma 5 par chromosomów autosomalnych i 1 lub 2 chromosomy X, ok. 20,5 tys. genów kodujących białka, genom wielkości 108 par zasad.
Organizm składa się z 959 komórek somatycznych, z czego 302 to neurony. Żywe nicienie można zamrażać, a potem odmrażać bez negatywnego wpływu na organizm. Dlatego nie jest konieczne prowadzenie ciągłej hodowli. Przezroczyste ciało pozwala obserwować procesy rozwojowe pod mikroskopem świetlnym. Badacze uszkadzając laserem w różnych stadiach rozwoju widoczne z zewnątrz komórki obserwują zachodzące zmiany i poznają ich rolę w funkcjonowaniu organizmu. Na przełomie XX i XXI wieku udało się zablokować aktywność niektórych jego genów. W tym celu karmiono go bakteriami E. coli ze specjalnie spreparowanym RNA. To pozwoliło zbadać funkcje wielu genów, z których 40% występuje też u człowieka. Poprzez mikroiniekcję można też wprowadzać do niego obcy DNA. To pozwoliło poszerzyć wiedzę w zakresie programowanej śmierci komórki (apoptozy). Wykazano, że jest to proces zależny od genów, które w DNA kodują proces samozniszczenia. Schemat tego procesu jest jednakowy u większości organizmów wyższych, w tym człowieka. Metodami optogenetyki uzyskano osobniki C. elegans wrażliwe na światło, co pozwoliło za pomocą laserów sterować pojedynczymi neuronami i badać zależności funkcjonalne między nimi.